# Liste von Mineralölunternehmen
Dies ist eine Liste von Mineralölunternehmen in der Welt.

## Rangliste nach Größe weltweit
Die Größe eines Mineralölunternehmens wird in erster Linie an der Fördermenge gemessen. Die Fördermenge wird in der Ölbranche in Barrel of Oil Equivalent (boe) pro Tag angegeben. Diese Maßeinheit ermöglicht die Gesamtproduktion von Erdöl und Erdgas in einer einzigen Zahl auszudrücken.
Umsatzzahlen eignen sich hingegen nur bei börsennotierten Unternehmen als Vergleichsgröße, allerdings auch hier nur beschränkt, da die Zahlen je nach Wechselkursentwicklung stark verzerrt werden. Da sich unter den weltgrößten Erdölfördergesellschaften mehrheitlich staatlich kontrollierte Unternehmen befinden, die oft auch keine Geschäftszahlen veröffentlichen, sind Umsatzzahlen für einen Gesamtbranchen-Vergleich nicht geeignet.

## Alphabetische Liste von Unternehmen
| Unternehmen                                                 | Land                                |
| ----------------------------------------------------------- | ----------------------------------- |
| Abu Dhabi National Oil Company                              | Vereinigte Arabische Emirate        |
| Africa Oil Corporation                                      | Kanada                              |
| Aker BP                                                     | Norwegen                            |
| Alon Israel Oil Company                                     | Israel                              |
| Amerada Hess Corporation                                    | Vereinigte Staaten                  |
| Anadarko Petroleum                                          | Vereinigte Staaten                  |
| Andeavor                                                    | Vereinigte Staaten                  |
| Anglo-Persian Oil Company                                   | Iran                                |
| Arabian-American Oil Company (größtes Unternehmen weltweit) | Saudi-Arabien                       |
| Aurelian Oil & Gas                                          | Vereinigtes Königreich              |
| Australian Worldwide Exploration                            | Australien                          |
| BAPCO                                                       | Bahrain                             |
| Baschneft                                                   | Russland                            |
| Belnaftachim                                                | Belarus                             |
| Bharat Petroleum                                            | Indien                              |
| BHP Billiton                                                | Australien                          |
| BP                                                          | Vereinigtes Königreich              |
| Cairn Energy                                                | Indien                              |
| Canadian Natural Resources                                  | Kanada                              |
| Charottar Gas Sahkari Mandli.                               | Indien                              |
| Chem-Energy Corporation                                     | Vereinigte Staaten                  |
| Chevron Corporation                                         | Vereinigte Staaten                  |
| China National Offshore Oil                                 | Volksrepublik China                 |
| China National Petroleum Corporation                        | Volksrepublik China                 |
| Citgo                                                       | Venezuela                           |
| ConocoPhillips                                              | Vereinigte Staaten                  |
| Cupet                                                       | Kuba                                |
| Delek Group                                                 | Israel                              |
| Denbury Resources                                           | Vereinigte Staaten                  |
| Devon Energy                                                | Vereinigte Staaten                  |
| DNO ASA                                                     | Norwegen                            |
| Ecopetrol                                                   | Kolumbien                           |
| Elinoil Hellenic Petroleum Company                          | Griechenland                        |
| ENAP                                                        | Chile                               |
| Enbridge                                                    | Kanada                              |
| EnCana                                                      | Kanada                              |
| Energi Mega Persada                                         | Indonesien                          |
| Eni                                                         | Italien                             |
| Equinor                                                     | Norwegen                            |
| Essar Oil                                                   | Indien                              |
| ExxonMobil                                                  | Vereinigte Staaten                  |
| Formosa Petrochemical                                       | Taiwan                              |
| Galp                                                        | Portugal                            |
| Gazprom Neft                                                | Russland                            |
| Geo Global Resources.                                       | Indien                              |
| Grupa LOTOS                                                 | Polen                               |
| Gujarat Gas Co.                                             | Indien                              |
| Gujarat Oleo Chem                                           | Indien                              |
| Gujrat State Petroleum Corporation                          | Indien                              |
| Halliburton                                                 | Vereinigte Staaten                  |
| Hellenic Petroleum                                          | Griechenland                        |
| Hess Corporation                                            | Vereinigte Staaten                  |
| Hilcorp                                                     | Vereinigte Staaten                  |
| HOECL                                                       | Indien                              |
| Husky Energy                                                | Kanada                              |
| Imperial Oil                                                | Kanada                              |
| Indian Oil Corporation                                      | Indien                              |
| INPEX                                                       | Japan                               |
| Industrija nafte                                            | Kroatien                            |
| Irving Oil                                                  | Kanada                              |
| JHON ENERGY                                                 | Indien                              |
| Jubiliant Empro                                             | Indien                              |
| JX Holdings                                                 | Japan                               |
| KazMunayGas                                                 | Kasachstan                          |
| Koch Industries                                             | Vereinigte Staaten                  |
| Kuwait Petroleum Corporation                                | Kuwait                              |
| The Louisiana Land & Exploration Company                    | Vereinigte Staaten                  |
| Lukoil                                                      | Russland                            |
| Lundin Petroleum                                            | Schweden                            |
| Madagascar Oil                                              | Vereinigte Staaten                  |
| Makpetrol                                                   | Nordmazedonien                      |
| Marathon Oil Corporation                                    | Vereinigte Staaten                  |
| Marathon Petroleum Corporation                              | Vereinigte Staaten                  |
| Marquard & Bahls                                            | Deutschland                         |
| Maxol Group                                                 | Irland                              |
| Medco Energi Internasional                                  | Indonesien                          |
| MOL                                                         | Ungarn                              |
| Naftohas                                                    | Ukraine                             |
| National Iranian Oil Company                                | Iran                                |
| National Oil Corporation                                    | Libyen                              |
| National Petrochemical Company                              | Iran                                |
| Neste Oil                                                   | Finnland                            |
| NNPC                                                        | Nigeria                             |
| North Atlantic Petroleum                                    | Kanada                              |
| Occidental Petroleum                                        | Vereinigte Staaten                  |
| Oil India                                                   | Indien                              |
| Oil Search                                                  | Papua-Neuguinea                     |
| OMV                                                         | Österreich                          |
| ONGC                                                        | Indien                              |
| Orlen                                                       | Polen                               |
| Pakistan Petroleum                                          | Pakistan                            |
| Pankaj Petroleum Co.                                        | Indien                              |
| PDVSA                                                       | Venezuela                           |
| PEMEX                                                       | Mexiko                              |
| Perenco                                                     | Vereinigtes Königreich, Frankreich  |
| Pertamina                                                   | Indonesien                          |
| Petrobras                                                   | Brasilien                           |
| Petro-Canada                                                | Kanada                              |
| PetroChina                                                  | Volksrepublik China                 |
| Petroconpak                                                 | Pakistan                            |
| Petroecuador                                                | Ecuador                             |
| PetroKazakhstan                                             | Kanada                              |
| Petrom                                                      | Rumänien                            |
| Petronas                                                    | Malaysia                            |
| Petronet LNG                                                | Indien                              |
| Petro Peru                                                  | Peru                                |
| Petrotrin                                                   | Trinidad und Tobago                 |
| Pioneer Natural Resources                                   | Vereinigte Staaten                  |
| Piyush Petroleum Co.                                        | Indien                              |
| Pogo Producing                                              | Vereinigte Staaten                  |
| Prize Petroleum CO.                                         | Indien                              |
| PSO – Pakistan State Oil                                    | Pakistan                            |
| PTT PCL                                                     | Thailand                            |
| Qatar Petroleum                                             | Katar                               |
| RAG                                                         | Österreich                          |
| Reliance Industries                                         | Indien                              |
| Repsol Oil & Gas Canada                                     | Kanada                              |
| Repsol YPF                                                  | Spanien                             |
| Rompetrol                                                   | Rumänien                            |
| Rosneft                                                     | Russland                            |
| Royal Dutch Shell                                           | Niederlande, Vereinigtes Königreich |
| S-Oil                                                       | Südkorea                            |
| Santos                                                      | Australien                          |
| Saras                                                       | Italien                             |
| Sasol                                                       | Südafrika                           |
| Selan Exploration Tech.                                     | Indien                              |
| Shell Canada (gehört zur Royal Dutch Shell)                 | Kanada                              |
| Shell Oil Company (gehört zur Royal Dutch Shell)            | Vereinigte Staaten                  |
| Ship N Oil Corporation                                      | Vereinigte Staaten                  |
| Sinclair Oil                                                | Vereinigte Staaten                  |
| Sinopec                                                     | Volksrepublik China                 |
| Sonangol                                                    | Angola                              |
| Sonatrach                                                   | Algerien                            |
| SPC                                                         | Singapur                            |
| State Oil Company of Azerbaijan Republic                    | Aserbaidschan                       |
| Sudan National Petroleum Corporation                        | Sudan                               |
| Suncor Energy                                               | Kanada                              |
| Sunoco                                                      | Vereinigte Staaten                  |
| Surgutneftegaz                                              | Russland                            |
| Syncrude                                                    | Kanada                              |
| Syrian Petroleum Company                                    | Syrien                              |
| Tatneft                                                     | Russland                            |
| Teikoku Oil                                                 | Japan                               |
| Todd Energy                                                 | Neuseeland                          |
| TotalEnergies                                               | Frankreich                          |
| Tullow Oil                                                  | Vereinigtes Königreich              |
| Tüpraş                                                      | Türkei                              |
| Türkiye Petrolleri Anonim Ortaklığı                         | Türkei                              |
| Ukrnafta                                                    | Ukraine                             |
| Unipetrol                                                   | Tschechien                          |
| Vaalco Energy Inc.                                          | Vereinigte Staaten                  |
| Valero Energy                                               | Vereinigte Staaten                  |
| Van Doren Oil                                               | Vereinigte Staaten                  |
| Wintershall Dea                                             | Deutschland                         |
| Woodside Petroleum                                          | Australien                          |
| YPF                                                         | Argentinien                         |
| YPFB                                                        | Bolivien                            |